# Уошугал
Уошу̀гал (на английски: Washougal) е град в окръг Кларк, щата Вашингтон, САЩ. Уошугал е с население от 8595 жители (2000) и обща площ от 13 km². Намира се на 24 m надморска височина. ЗИП кодът му е 98671, а телефонният му код е 360.